# Sept variations sur «Willem van Nassau»
Pour les articles homonymes, voir K25.
Les sept variations en ré majeur pour piano sur « Willem van Nassau », K. 25, sont une œuvre pour piano de Wolfgang Amadeus Mozart, écrite à La Haye ou Amsterdam, alors dans la république des Provinces-Unies, avant le 7 mars 1766, quand il avait dix ans. 
La pièce est formée de sept variations basées sur une variante du chant néerlandais du XVIe siècle Wilhelmus, en hommage à Guillaume Ier d'Orange-Nassau et dont la version la plus proche, De Wilhelmus, est aujourd'hui l'hymne du Grand-duc de Luxembourg, tandis que ses origines la ramène à l'hymne national des Pays-Bas : Wilhelmus van Nassouwe.

## Musique
Cette œuvre est composée pour clavier seul et comprend huit sections: la première expose le thème; les autres sections sont des variations sur ce thème, numérotées de I à VII, dont seules deux présentent des indications de tempo (la variation V et la VII) : Adagio et Primo tempo (Allegro), respectivement.
- Thème, Allegro, en ré majeur, à , 18 mesures, les mesures 1 à 6 répétées 2 fois
- Variation II : jeu entre la main gauche qui joue les croches sur les temps et la main droite qui les joue sur les contre-temps
- Variation III : traits de doubles croches passant d'une main à l'autre
- Variation IV : la main droite jour un rythme pointé
- Variation V : marquée Adagio
- Variation VI : revient au Primo tempo
- Variation VII : la main gauche utilise une basse d'Alberti

Durée de l'interprétation : environ 6 minutes
Thème :

## Histoire
Sur le chemin de retour de la tournée européenne de la famille Mozart (1764-1766), Leopold Mozart a reçu une proposition «très intéressante» qu'il n'a pu rejeter, pour parcourir les Provinces-Unies et plus particulièrement la Hollande de septembre 1765 jusqu'à avril 1765. Durant leur séjour dans ce pays, Wolfgang et sa sœur ont donné de nombreux concerts dans différentes villes. La famille Mozart est arrivée à La Haye le 16 septembre 1765, est restée là jusqu'aux environs du 27 janvier 1766, pour continuer vers Amsterdam, où elle est restée jusqu'au début de mars, quand elle est revenue à La Haye pour participer aux cérémonies de l'installation du prince Guillaume V d'Orange-Nassau dans cette cité. Le 16 mai 1766, Leopold Mozart a écrit de Paris à Lorenz Hagenauer, qui se trouvait à Salzbourg:
« Dans le paquet, il y a deux séries de variations [KV 24 et KV 25], dont une que le petit Wolfgang a dû composer sur un air, écrite à l'occasion de l' [...] installation du prince [à la Haye], l'autre série [de variations] a été écrite de manière précipitée sur une autre mélodie que tout le monde chante en Hollande, joue et siffle. Ce sont des bagatelles! Mais si tu veux faire une copie de cela, tu peux le faire, car elles sont peu habituelles. »
Les deux séries de variations ont été annoncées dans le S'Gravenhaegse Vrijdagse Courant, le 7 mars 1766, qui a présenté le KV. 25 comme «la célèbre chanson hollandaise Wilhelmus van Nassau etc. variée pour le clavier par le dit J. G. W. Mozart ». Le thème des variations a été offert à Wolfgang par la princesse Caroline d'Orange-Nassau
Le thème du KV 25 a également été utilisé par Mozart dans la dernière partie de son Gallimathias musicum (KV 32). Il existe des ressemblances entre ce thème et celui que selon ce que rapporte Nissen, le jeune Wolfgang chantait chaque nuit à son père sur les paroles « oragna figata fa marina gamina fa » alors qu'il venait d'avoir dix ans.

## Date de composition
On ne connaît pas la date exacte de la composition par Mozart de ces variations. Comme l'œuvre a été annoncée le 7 mars 1766, elle a été écrite un peu avant. Les musicologues français Théodore de Wyzewa et Georges de Saint-Foix proposent une composition à La Haye, en janvier 1766. Cette date est basée sur l'inscription que Leopold a introduite au sujet du KV 25 dans la liste des compositions de son fils en 1768. Alfred Einstein a suivi cette date dans sa troisième édition du Catalogue Köchel. Cependant, actuellement on sait que les dates données par Leopold dans sa liste étaient celles de publication des œuvres, non les dates de composition. Ce qui sûr, malgré tout, c'est que les variations ont été interprétées lors du concert que Wolfgang et sa sœur ont offert à la cour le 11 mars 1766.